# 日本國鐵ED78型電力機車
ED78型電力機車（日语：ED78形電気機関車）是日本國有鐵道的交流電力機車車型之一，适用于供电制式为20千伏50赫兹的工频单相交流电的电气化铁路，由日立制作所设计及制造。首台原型车于1967年完成试制，当时称之为ED94型电力机车，也是日本国铁第一种带有再生制动的交流电力机车。

## 发展历史

### 开发背景
1960年代中期，随着奧羽本線的运输量不断增长，日本国有铁道研制了带有电阻制动的EF64型电力机车，投入到奥羽本线福岛至米泽间的直流电气化区段运用，以替换自1951年开始使用的EF16型电力机车。1968年，日本国铁对奥羽本线米泽至山形区段实施交流电气化，并将福岛至米泽区段改造为交流电气化铁路。同时，还将设有交流电气化试验段的仙山線全线改造为交流电气化铁路。
奥羽本线翻越奥羽山脉的板谷岭路段，是在日本国内与碓冰岭和瀬野八并称的陡坡区间，其中有22公里的33‰连续长大坡道，且存在大量半径约300米左右的小半径曲线。在如此大坡度的线路上，若果列车下坡时频繁使用踏面制动来控制速度，闸瓦与轮箍长时间摩擦不仅造成严重磨耗，甚至容易造成轮箍弛缓的行车事故。因此，适用于奥羽本线和仙山线的新型交流电力机车必须具有电力制动，保障列车在下坡时的行车安全；另外，机车也必须满足较严苛的轴重限制，才能够在线路条件较差的仙山线运行。
电力制动按照其消耗电能方式不同而分为电阻制动和再生制动。当时的直流电力机车主要采用电阻调压方式，如果使用电阻制动的话，所需要增加的制动电阻的容量相对较小。但由于交流电力机车本身的牵引电路并没有电阻器，为了电阻制动而安装大容量电阻器并不经济。随着电力电子技术在牵引传动领域的快速发展，晶闸管相控调压的交—直流电传动电力机车渐趋成熟，日本亦在1965年成功研制了相控调压的ED93型电力机车（后来定型为ED77型电力机车）。因此，日本国铁决定在ED93型电力机车的基础上，开发研制带有再生制动的相控电力机车。

### 原型车
1967年2月28日，首台原型车在日立制作所落成，当时称为ED94型电力机车（ED94 1）。机车主电路采用晶闸管四段全控桥式整流电路，在牵引和再生制动时分别以整流和逆变模式工作，通过恒压控制和励磁恒流控制系统调节牵引力或制动力，并且实现了机车主电路和控制电路的无触点化。Bo-2-Bo轴式的走行部与ED77型电力机车基本相同，无动力的中间转向架并具有可变轴重功能。车钩中心距长度为17,600毫米，运转整备重量为80.0吨。
ED94 1号机车出厂后先后在東北本線、磐越西線、仙山線进行各种试验，随后与ED93 1号机车共同投入仙山线进行运用考核，担当仙台至作并间客货列车的牵引任务。1968年，ED78型电力机车投入批量生产后，ED94 1号机车在郡山工厂按照量产车的技术标准进行了改造，改造内容主要包括调整车内设备布置和更换重联用电气连接器。完成改造后被编入ED78型电力机车的序列，机车编号变更为ED78 901号。

### 量产车
1968年，根据ED94 1号机车的使用经验和试验结果作出改良后，正式定型为ED78型电力机车并投入批量生产，从1968年至1980年间共制造了13台，其中可按制造时期和细节特点分为三个批次的车辆。
第一次量产车（1～9）
- 1968年，因应奥羽本线及仙山线交流电气化、磐越西線货物列车增发而制造了ED78 1~9号机车，生产预算由昭和42年度第2次債務承担，全部配属福岛机关区（今福岛综合运输区（日语：福島総合運輸区））[5]。
- 与原型车相比，量产车为提高功率因数和减少谐波干扰，晶闸管全控桥整流电路采用了不对称触发脉冲方式。由于车内电器设备相应增加，车体长度亦比原型车延长了300毫米，运转整备重量增加至81.5吨。
- 除此之外，改为采用强化了电枢绕组绝缘的MT52A型牵引电动机，又仿照EF63型电力机车增加了针对大坡度区间的安全装置，例如空转检测设备、超速检测装置、电枢短接制动、基础制动锁定机构等。

第二次量产车（10～11）
- 1970年，为淘汰仙山线的早期实验性交流电力机车（ED90、ED91型电力机车）而制造了ED78 10~11号机车，全部配属福岛机关区。
- 与第一次量产车相比，这批机车增加了防止列车紧急停止装置（日语：紧急列车停止装置）、列车紧急防护装置（日语：紧急列车防护装置）、列车自动停止装置被关闭的警示功能，前窗玻璃改为采用发热线玻璃并取消了除霜器，部分辅助机械和车体下方设备的布置也经过调整。

第三次量产车（12～13）
- 1980年，因应“曙号”卧铺特急列车换型为24系客车及扩大编组的需要而制造了ED78 12~13号机车，也是日本国铁史上最后落成的交流电力机车，同样配属到福岛机关区。
- 电气及控制设备方面，这批机车改为使用强化了电枢轴的MT52B型牵引电动机。受电弓的支撑绝缘子由空心式改为实心式。为了避免机车重联时两台机车之间出现电流不平衡的现象，在主电路增加了脉流波形校正电路。
- 司机室设备方面，因应单司机值乘的需要而调整了司机操纵台的设备布置，并加装了电风扇。前窗玻璃采用了导电膜加热防雾玻璃，司机室侧窗采用了铝质窗框。
- 机车外观方面，采用了较小型的尾灯和供电状态指示灯，车体正面的司机室通风口亦被废除，机车编号牌改为采用整块金属板样式。车端排障器上方设有KE72H型电气连接器，用于向24系客车传递电空制动信号。

## 運用歷史

### 国铁时代

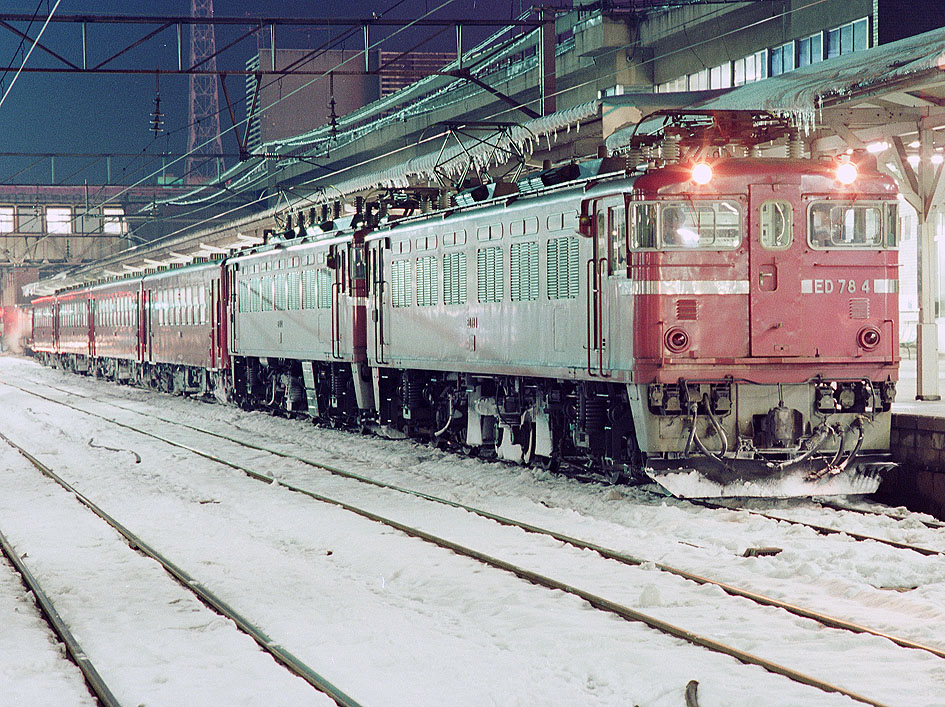
ED78、EF71型电力机车重联牵引日本國鐵50系客車（1987年）

ED78型电力机车落成后均配属福岛机关区，担当奥羽本线福岛至山形间及仙山线的货物列车和旅客列车牵引任务，包括“曙号”卧铺特急和“津轻号”夜行急行在内的优等列车。奥羽本线完成交流电气化初期，该线列车主要使用ED78型电力机车作为本务机车，而在福島至米泽间的板谷岭区段则加挂EF71型电力机车作为补机。
1970年起，随着仙山线的ED90、ED91型电力机车全部被淘汰，仙山线的列车统一采用ED78型电力机车担当牵引任务；同时，EF71型电力机车亦开始福岛至山形间的直通运转，板谷岭区段是否需要重联牵引或者加挂补机主要视乎列车重量而定，ED78型电力机车单机的牵引定数为300吨（最大330吨），双机牵引时的牵引定数为540吨，而ED78型电力机车与EF71型电力机车双机牵引时的牵引定数可达650吨。
1970年10月，上野至青森的“曙号”卧铺特急列车开行，为配合20系客车所采用的AREB电空制动机，所有ED78型电力机车均加装KE72H型电气连接器，用于向列车传递电空制动信号。1986年，运用时间最长的ED78 901号机车首先报废。1987年2月，ED78 1号机车亦在國鐵分割民營化之前报废。

### 民营化后
1987年4月，国铁分割民营化后尚存的12台ED78型电力机车（2～13）由東日本旅客鐵道（JR东日本）继承。1990年8月，为配合兴建福岛至山形的“迷你新幹線”，奥羽本线福島至山形間开始进行轨距拓宽工程，将原本的1067毫米窄轨改造成1435毫米標準軌。1992年7月，山形新幹線开通运营，剩余的ED78型电力机车均投入仙山线运用，担当普通货物列车和临时旅客列车的牵引任务；而EF71型电力机车因难以转往其他地区使用而陆续报废。
1993年，福岛运转所与福岛车掌区合并成立福岛运输区，所配属的ED78型电力机车全部转移至仙台电车区（今仙台车辆中心）。虽然仙山线在1990年代初完成线路强化工程后容许ED75型电力机车上线运行，但由于ED78型电力机车具有再生制动的优点，因此ED78型电力机车仍然获得保留并在该线牵引货物列车。1998年，随着仙山线货物列车全部停运，ED78 2～11号机车亦相继报废。而ED78 12～13号机车则用于清扫铁路上的落叶，至2000年正式除籍报废。

## 技術特點

### 总体布置
ED78型电力机车是客货运通用的交流电力机车，适用于供电制式为20千伏50赫兹的工频单相交流电气化铁路，采用轻量化整体承载式全钢焊接结构箱型车体。由於ED78型电力机车搭载了再生制动设备，车钩中心距长度亦延长至17,900毫米（原型车为17,600毫米）。
车体两端各设有一个司机室，司机室内机车运行方向的左侧设有司机操纵台，右侧设有副司机座席及手制动手柄，司机室两侧设有供乘务员乘降的侧门，司机室上方车顶装有两盏密封光束灯式前照燈，前窗玻璃上方装有冰柱切割板。因应机车重联运用的需要，机车两端采用贯通型结构，司机室前端中央设有贯通门，以便乘务人员通过到另一台机车。
车体中部是设有各种机械及电气装置的机械室，从一端至二端方向顺序布置有第一辅助机械室、高压电器室、第二辅助机械室。第一辅助机械室设有牵引电动机通风机、交流滤波器、空气压缩机、紧急制动风缸等设备。高压电器室设有主变压器、可控硅整流器及配套装置，包括空气断路器、避雷器、受电弓隔离开关等高压电器设备。第二辅助机械室设有平波电抗器、励磁电阻器、辅助励磁变压器、晶闸管励磁控制器、牵引电动机通风机、稳定电阻器、劈相机等设备。
车顶外置的高压设备只有两台PS101C型双臂式受电弓。车体下方除了有三台转向架之外，还吊装着五个总风缸和两个谐波滤波器。车体通风系统与ED77型电力机车基本相同，车身两侧各设有六个通风百叶窗和采光玻璃窗，主变压器和整流装置等主要电气设备的冷却空气均取自车内，夏季时从机械室内吸入冷风后经车顶通风口排出热风，而冬季时则关闭车顶通风口并改为室内循环方式，以改善室内保温性能和减少车外冷风吸入量。

### 电气系统

#### 主电路
ED78型电力机车是交—直流电传动的整流器式电力机车，机车主电路由空气断路器、主变压器、整流器、牵引电动机、平波电抗器、电路保护装置等部分组成。机车从架空接触网获取高压交流电，首先由主变压器降低电压，再通过可控硅整流器转换成脉流电（即方向不变而只有电压变化的直流电），然后供电给四台并联的牵引电动机。
考虑到功率因数和谐波干扰的因素，以及实现再生制動的需要，ED78型电力机车采用了晶闸管四段全控桥式整流电路，使整流电路能够在四象限运行，当0°<α（控制角）<90°时工作在整流状态，当90°<α<180°时工作在逆变（再生）状态。可控硅整流器由反并联联接的晶闸管组成整流桥，当牵引工况时利用四段桥顺序相位控制进行无级调压。在使用再生制动时，四段桥采用串联联接进入逆变状态，牵引电动机变为他励直流发电机运转，输出的直流电经逆变电路转换成交流电；并在电枢回路接入稳定电阻器，以均匀分配各牵引电动机之间的负载。
为了弥补相控电力机车功率因数较低的弱点，ED78型电力机车和EF71型电力机车一样，均设置了LC五次及七次谐波滤波器，但由于功率因数补偿效果不理想而通常切除不用。1973年以后，奥羽本线和仙山线开始使用牵引变电所固定补偿方式，并拆除了电力机车上装载的谐波滤波器。经过这两种机车的经验教训，此后日本出口的交流电力机车均采用LCR谐波滤波器，例如出口南非的7E1型电力机车和出口中国的6K型电力机车。

#### 控制系统
牵引控制方面与ED77型电力机车相同，同样采用了单闭环恒压控制系统（AVR），它是由司机控制器、给定器、比较器、补偿电路、自动脉冲移相器（APPS）、电压反馈系统等部分组成。司机控制器上每级位都对应着牵引电动机的某一级端电压。首先通过对牵引电动机回路负载电压的检测，得到相应的反馈信号电压，并与给定器输出的基准信号电压进行比较，如果负载电压与基准电压不同则产生一个偏差信号，使移相器发出一个相位与基准电压有一定函数关系的脉冲信号，以此来触发晶闸管和改变控制角大小。
而再生制动控制方面，机车可通过改变励磁电流或逆变器电压，来调节所需要的制动电流和制动力。当司机控制器处于11位至17位，机车速度与制动力成反比关系，励磁电流逐步增加直到达到额定值；而晶闸管励磁调节器由辅助变压器供电，为牵引电动机提供励磁电流。当司机控制器处于11位以下，则保持励磁电流为额定值，调节控制角改变逆变输入电压。两种方式亦是分别利用两套相似的闭环控制系统，每套系统均由司机控制器、给定器、比较器、补偿电路、移相器、电压（电流）反馈系统等部分组成，除了控制对象不同外工作原理大致相同。
ED78型电力机车两端均设有两组KE77型电气连接器，可以和另外一台ED78、EF71型电力机车进行重联同步控制。在技术层面而言，当无需使用再生制动的场合，ED78型电力机车亦可以和ED75型500番台、ED77型电力机车实现重联控制。

#### 电器设备
机车装用一台TM12型壳式单相主变压器，冷却方式为强迫油循环导向风冷却，额定容量为2290千伏安，变压器次边有三个绕组，包括一个向主电路供电的牵引绕组、一个向辅助系统供电的辅助绕组及一个向旅客列车供电的供电绕组。列车供电系统能够在冬季为旅客列车的电热取暖装置直接供电，由主变压器的供电绕组向列车输出1480伏特单相交流电，额定容量为380千伏安，司机室右侧装有一盏供电状态指示灯。
整流装置采用RS30型可控硅整流器，冷却方式为强迫通风冷却，额定功率为2200千瓦，额定整流电压为1100伏特，额定电流为2000安培，共使用192个CJ02L型晶闸管（国铁标准型号为CSI 250-10型，最大反向电压为1000伏特，额定整流电流为250安培）。
每个两端转向架安装两台MT52型四极串励直流牵引电动机（1～11号机车使用MT52A型，12～13号机车使用MT52B型），小时功率为475千瓦，持续功率为425千瓦，额定电压为900伏特。牵引电动机回路串接有平波电抗器，以减少整流电流的脉动成分和改善电动机的换向性能。为扩大机车的恒功调速范围，还可以对牵引电动机使用二级磁场削弱。

#### 辅助电路
机车的辅助电路系统主要采用三相交流传动。牵引电动机通风机、电动空气压缩机等均采用三相鼠笼式异步电动机驱动。辅助电路系统由主变压器辅助绕组供电，并由一台旋转式劈相机将单相交流电转换成三相交流电，额定电压为400伏特50赫兹。另外还设有一台小型电动发电机，为控制电路、照明电路、蓄电池充电供应100伏特直流电。

### 转向架
机车走行部为三台二轴转向架，包括两台DT129型两端转向架（原型车使用DT129I、DT129J型，量产车使用DT129M、DT129N型）和一台无动力的TR103B型中间转向架。

#### 两端转向架
两端转向架与ED75型电力机车的转向架大致相同。构架采用“日”字形的钢板焊接结构，轴箱采用导框式定位结构，转向架固定轴距为2500毫米。牵引传动装置采用轴悬式，牵引电动机的一侧通过抱轴承刚性地支承在车轴上，另一侧通过橡胶弹性元件悬挂在转向架构架上，牵引电动机输出的转矩通过一级减速齿轮传动轮对，齿轮传动比为4.44（16：71）。基础制动装置为双侧闸瓦制动，每个轮对左右各设有一个制动缸，并设有制动横梁以保证两侧闸瓦同步作用，另外还设置了闸瓦间隙调整器。
转向架采用无摇枕的全旁承支重结构，通过四组旁承弹簧支承车体重量。一系悬挂为轴箱顶端螺旋弹簧，二系悬挂为构架外侧的旁承弹簧，旁承弹簧采用每侧两个并联的螺旋圆弹簧组，并配有垂向油压减震器。牵引力和制动力通过“Z”字形低位斜牵引杆装置来传递。牵引杆和牵引拉杆座呈对角斜对称布置，与连接于构架下的三角形回转支承和横向连杆组成牵引杆系统，使牵引杆的牵引点交于轨面，理论上转向架内无轴重转移，以充分利用机车粘着重量。

#### 中间转向架
ED78型电力机车采用了与ED77型电力机车相同的可变轴重中间转向架，转向架构架采用“U”形侧梁的钢板焊接结构，固定轴距为1600毫米。中间转向架亦采用旁承承载，中央悬挂装置采用空气弹簧。中间转向架和车体之间还设有横向滚动装置，以便机车通过曲线。通过调节中央空气弹簧的内部压力，可改变两端和中间转向架的轴重分配，使动轮轴重可以根据线路条件而设定为14、15、16或16.8吨。轴重调整功能不僅使机车能更好的适应线路条件较差的支线铁路，还能夠在牵引列车起动时采用较大的轴重，以提高粘着性能。

## 车辆保存
- ED78 1号机车：静态保存于新干线综合车辆中心（日语：新幹線総合車両センター）。
- ED78 901号机车：退役后曾经保存吹田机关区（日语：吹田機関区），至1993年因清拆扇形車庫而被解体处理。